# Nadleśnictwo Sławno
Nadleśnictwo Sławno – nadleśnictwo podlegające pod Regionalną Dyrekcję Lasów Państwowych w Szczecinku położone jest w północno-wschodniej części województwa zachodniopomorskiego i północno-zachodniej województwa pomorskiego. Obejmuje części powiatów: sławieńskiego, słupskiego. Powierzchnia nadleśnictwa według stanu na 30 maja 2017 wynosi 23 927,27 ha.
Lesistość na terenie nadleśnictwa wynosi 28,7%. Dominującym gatunkiem jest sosna - 50,9%, buk - 14,8%, świerk - 12,3%.

## Leśnictwa
W skład Nadleśnictwa Sławno wchodzi 16 leśnictw i gospodarstwo szkółkarskie:
- Leśnictwo Jarosławiec,
- Leśnictwo Chudaczewko,
- Leśnictwo Wrześnica,
- Leśnictwo Radosław,
- Leśnictwo Krakowiany,
- Leśnictwo Emilianowo,
- Leśnictwo Domasławice,
- Leśnictwo Czarnolas,
- Leśnictwo Słowino,
- Leśnictwo Malechowo,
- Leśnictwo Noskowo,
- Leśnictwo Lisowo,
- Leśnictwo Gwiazdówko,
- Leśnictwo Kosierzewo,
- Leśnictwo Łętowo,
- Leśnictwo Janiewice,
- Leśnictwo Warginia,
- Leśnictwo Ostrowiec,
- Gospodarstwo szkółkarskie Kanin.

## Ochrona przyrody
Na terenie leśnictwa Janiewice utworzony został rezerwat "Janiewickie Bagno" o powierzchni 162,28 ha. Ochronie podlega bór bagienny wraz ze stanowiskiem wpisanej do polskiej Czerwonej Księgi maliny moroszki. 
W Rezerwacie "Sławieńskie Dęby" utworzonym na terenie leśnictwa Krakowiany, ochronie podlega płat grądu wraz z dwupiętrowym, prawie dwustuletnim drzewostanem dębowym. Obszar ochrony wynosi 34,31 ha.
W Rezerwacie "Słowińskie Błota" położonego na terenie leśnictwa Słowino, ochronie podlegają kopułowe torfowiska wysokie oraz bory bagienne ze stanowiskami gatunków zagrożonych: malina moroszka, rosiczka okrągłolistna, modrzewnica zwyczajna, przygiełka biała. Teren zajmuje obszar 193,07 ha z czego 191,70 ha pozostaje w zarządzie Lasów Państwowych.